# فرودگاه شهری واترتاون (ویسکانسین)
فرودگاه شهری واترتاون (ویسکانسین)  (به انگلیسی: Watertown Municipal Airport (Wisconsin))  یک فرودگاه همگانی باربری  است که یک باند فرود آسفالت دارد و طول باند آن ۱۳۵۰ متر است. این فرودگاه در  کشور ایالات متحده آمریکا قرار دارد و در ارتفاع ۲۵۴ متری از سطح دریا واقع شده است.

## نگارخانه

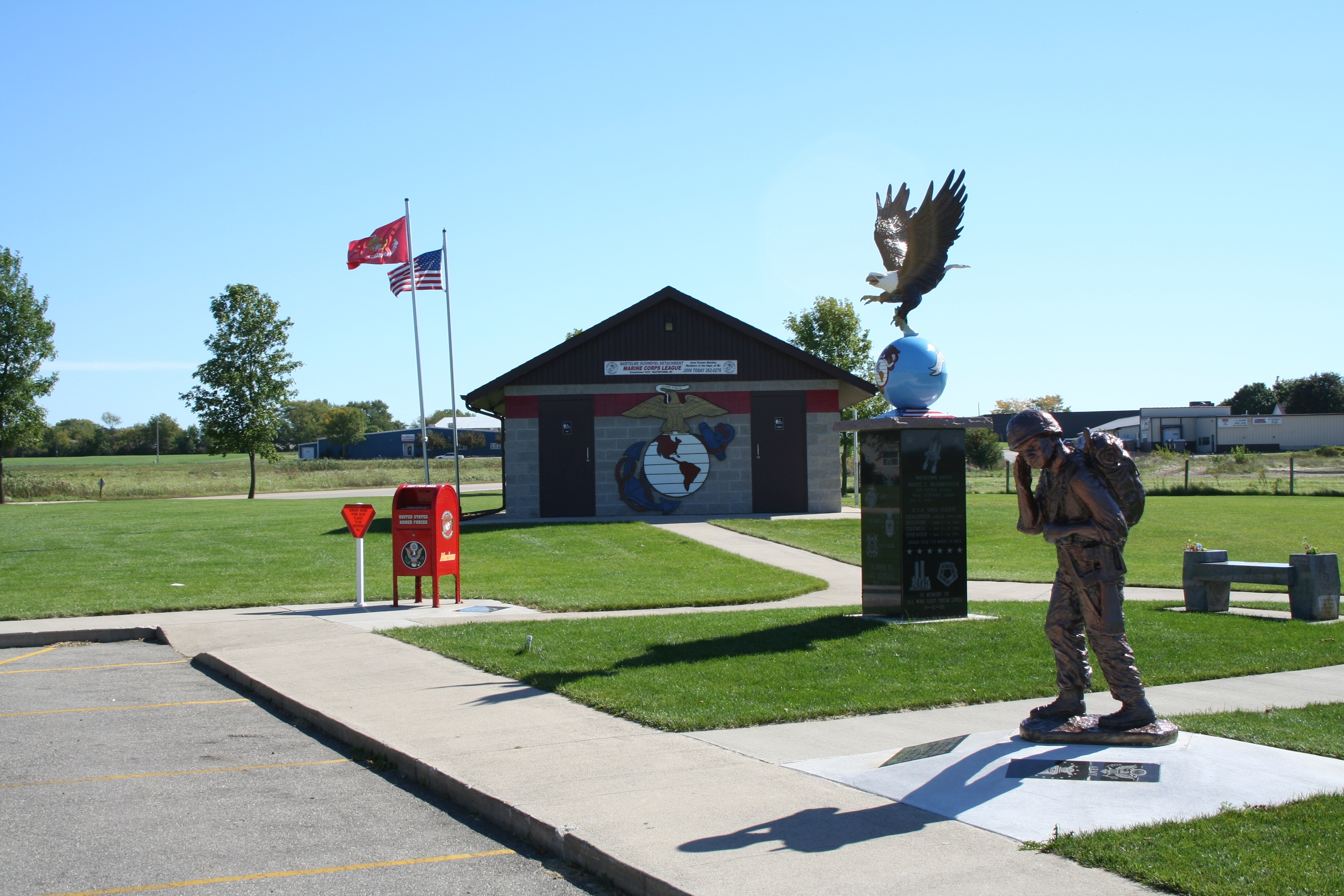